# ネガー (特殊潜航艇)
ネガー (ドイツ語で「黒人」の意)とは、魚雷を搭載した攻撃艇の一種である。

## 概要
この艇は1943年から1945年までドイツ海軍に用いられた。一般的には人間魚雷と評されるものの、潜航することはできなかった。このため哨戒機などに発見されやすいという欠点がある。夜間に行動中のネガーを視認するのは困難だったが、もともとネガー自身も視界が悪いため、自身の行動も制約されることになる。ネガーは潜望鏡を持たず、一般の潜水艦にあるようなバラストタンク等がなかった為、潜航艇上部に設けられたプレキシグラス（アクリル樹脂）製ドームを水面に出して半水没状態で作戦行動をとった。
名称のネガーは「黒人」の意で、設計者の名前リチャルト・モーアのモーアが古いドイツ語で「ムーア人、肌が黒い人々」であること由来する。
電池を搭載し航続距離を増やした改良型にはマルダー （Marder、貂の意） という名称が与えられた。この艇は艇首が延長され、10mほどの潜航機能が付与されたほかは、排水量、速度等に大差はなかった。潜望鏡やソナーはないため攻撃時には浮上しなければならず、水中での操縦性も悪かったとされる。マルダーは300隻程度が建造された。

## 構造
構造はごく単純で、魚雷を改造した艇体の下に同型の魚雷を装備した様態である。機関も魚雷そのままを利用している。リヒャルト・モーアはG7e魚雷を基としてこの艇を設計した。ネガーは、本来弾頭部分だった場所をアクリル樹脂製のドームに覆われた簡素な操縦室へと変更している。その上で弾頭付きのG7e魚雷を艇の下部に懸吊し、露頂状態で航走するのに充分な浮力を確保した。艇は排水量2.7t、速力4ノットで48海里の航続距離を有しており、操縦は電気の断続を操作する電動レバーによって行っていた。速力調整装置、潜航装置は装備されていない。実験時には速力30ノットを発揮したものの航続距離が短すぎ、また操縦室のドームが波をかぶって視界が効かず操縦もできなかった。このためバッテリーの配線を変更し速力を半減させたが充分なものではなく、最終的に速力は4ノットまで落とされ、行動可能時間が10時間となった。
操縦手の航法は手首のコンパスが頼りであり、空気はドレーガー社製の独立作動する呼吸装置を介して供給された。操縦手は、艇首に立てられた照準用の突起と、ドーム上の分角目盛りとを目視で整合させ、艇の魚雷を照準した。後、ドームにより近い場所に第二の照準用突起が追加された。しかしこの改良を行ってなおドームを洗い過ぎる波浪が視界を害し、精度はさほど改善されなかった。しかしながら艦首波は立たず、標的艦船から艦影を発見しにくかった。操縦室内部には簡素なレバーが備えられており、艇の操縦や、魚雷の起動と射出が可能だった。ただし魚雷の射出は不可逆であり、中止の出来ない操作であった。ネガーは特攻兵器として設計されたものではないが、魚雷の切り離しに失敗すると艇と操縦手が目標の方向へと魚雷により牽引され、運命を共にすることとなった。また密閉のため外部からしかハッチが開かず、搭乗員が一度乗り込むと、帰投または捕獲されたとき以外に外へ出るすべはなかったうえ、味方と連絡を取る手段もないため、帰投しても発見されない危険性もあった。こうしたことから、鹵獲した連合軍はネガーを「自殺兵器」と断定したという。
1944年までにこのタイプの艇は約200隻が建造され、最初のネガー艇が実戦投入されたのは1944年4月である。しかしながら、ネガーは操縦員を危険に曝す兵器であり、一回の出撃で最高で8割の搭乗員が戦死した。また、この兵器により1隻の巡洋艦、1隻の駆逐艦、3隻のキャサリン級BAMS掃海艇が1944年に撃沈された。
1944年3月、複数のネガーが初めて実戦配備され、最初の作戦は4月20日から21日の夜間に実施された。30隻のネガーが、アンツィオ港に停泊する連合軍の艦艇に対して発進した。17隻は無事に作戦行動に入ったが、13隻は開始前に転覆して行動不能となり、帰投時に3隻が未帰還となり、攻撃に成功した艇は1隻も存在しなかった。一方、攻撃された連合軍は新しく配備されたネガーに対する知識は全く持ち合わせていなかった。

## ノルマンディ攻撃
連合軍が揚陸拠点から離れ、ドイツの潜水艦群がノルマンディーの圏外への移動を強いられる前に、連合国のノルマンディー侵攻艦隊に対し、ネガー艇によって2度の大規模な攻撃が成された。ネガーの小艦隊は約40隻から構成され、ファーベルの森から指揮された。1944年7月の5日から6日、24隻のネガー艇が侵攻艦隊を攻撃し、2隻のイギリス軍掃海艇、HMSマジックおよびHMSカトーを撃沈した。ネガー艇は9隻のみが作戦から帰投した。
第二次攻撃は7月7日から8日の夜間に設定され、21隻のネガー艇により実施された。ネガー艇は一次攻撃とは異なり月光に照らし出されて存在が暴露され、航空機と艦艇により攻撃を受けた。ドイツ軍は攻撃の中で掃海艇HMSパイレーデスを撃沈し、またポーランド軍の巡洋艦、ORPドラゴンを大破させた。ORPドラゴンは後に放棄された。ポットハスト少尉候補生による、この時のドラゴンへの攻撃の詳細なレポートが存在する。1944年7月20日、イギリス海軍の駆逐艦であるHMSイシスはセーヌ湾に投錨中に触雷したが、この喪失は翌朝まで発見されなかった。20名の生存者がおり、この艦の撃沈についてドイツ軍の「人間魚雷」が疑われた。
1944年8月3日、ハント級駆逐艦であるHMSクォーンは、ネプチューン作戦のあいだ兵員を輸送する船団の護衛に就いていた。これはノルマンディ上陸を行うオーバーロード作戦を海軍が支援するものだった。8月3日、HMSクォーンはSボート、爆薬を搭載したモーターボート、人間魚雷と低空飛行する航空機などの兵力により、イギリスが担当した攻撃エリア上で激しい攻撃を受けた結果撃沈した。最初の攻撃から生き残った者は救出までに水中に8時間留まらざるを得ず、漂流した4名の士官および126名の水兵が戦死した。
1944年秋以後、損害の高さによりネガーの攻撃は中止となり、残存艇は出撃の機会を待ちつつ待機することとされ終戦を迎える事になる。

## 主要諸元（ネガー）

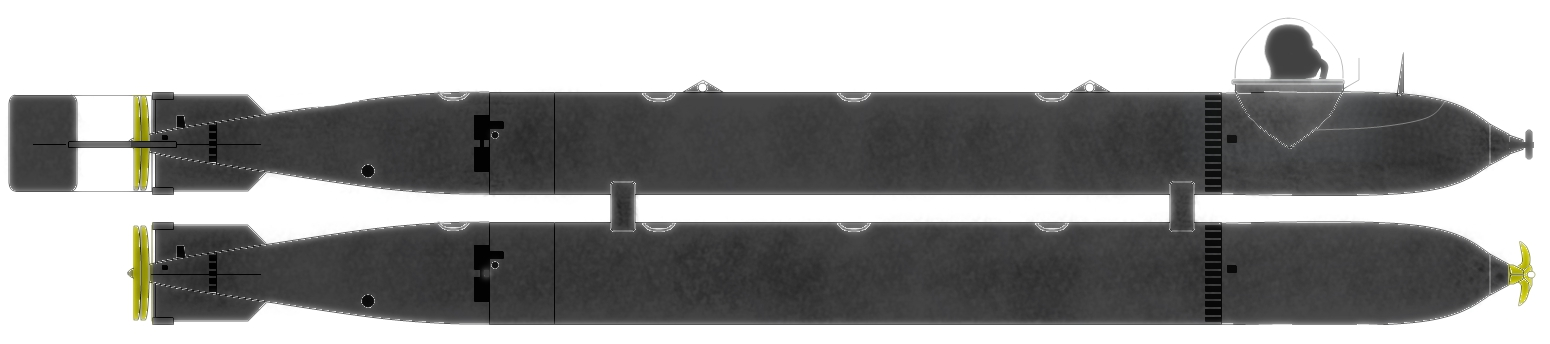

- 全長：7.6m
- 全幅：0.53m
- 水中排水量：2.7t
- 水中速度：4.0kt
- 航続距離：48海里/3.0kt
- 主機：電動、12馬力
- 兵装：魚雷、1本
- 乗員：1名